# Max Sillig
Max Sillig (La Tour-de-Peilz, 19 november 1873 - Lausanne, 15 november 1959) was een Zwitsers ijshockeyer. Hij nam deel aan de Olympische Zomerspelen van 1920 in Antwerpen.

## Biografie
Max Sillig was een van de 77 Zwitserse deelnemers aan de Olympische Zomerspelen van 1920. Hij maakte deel uit van de Zwitserse nationale ploeg in het ijshockey op deze Spelen. Na een zware 29-0-nederlaag tegen de Verenigde Staten verloren hij en zijn team later ook de bronzen finale tegen Zweden met 4-0.
Hij was zowel speler als trainer van het nationale team. Van 1920 tot 1922 was hij voorzitter van de Internationale IJshockeyfederatie.
| Jaar | Spelen    | Team | Onderdeel     | Resultaat | Prestatie                                                                   |
| ---- | --------- | --- | ------------- | --------- | --------------------------------------------------------------------------- |
| 1920 | Antwerpen | Max Sillig teamgenoten: Rodolphe Cuendet Louis Dufour jr. Louis Dufour sr. Max Holzboer Marius Jaccard Bruno Leuzinger Paul Lob René Savoie Walter von Siebenthal | ijshockey (m) | 5e        | kwartfinale: V van Verenigde Staten: 29-0 bronzen finale: V van Zweden: 4-0 |